# Ky-Mani Marley
Ky-Mani Marley (Falmouth, Jamaica, 1976. február 26. –) jamaicai színész és reggae-zenész. Apja a reggae egyik legismertebb alakja, Bob Marley, anyja Anita Belnavis. Ky-Mani kilencéves korában költözött Miamiba.
Első zenei megjelenése a Like Father Like Son (1996) volt, mely apja néhány dalának feldolgozását tartalmazza. Következő albuma, a The Journey (1999) a kritika elismeréstét váltotta ki, és viszonylag sok kelt el belőle. 2001-ben megjelent albumát, a Many More Roads-ot a legjobb reggae-album kategóriájában Grammy-díjra jelölték, azonban ezt a díjat öccse, Damian Marley vitte el Halfway Tree című albumával.
Jelentősebb hírnévre tett szert Eddy Grant Electric Avenue című számának feldolgozással, amit Pras-zel, a The Fugees tagjával csinált közösen. Feltűnt néhány Magyarországon be nem mutatott filmben, például: Shottas (2002), Haven (2004).
Közreműködései:
- Young Buck – Puff Puff Pass, album: Buck the world(2007)
- Afu-Ra – Equality, album: Body of the Life Force(2000)
- Ms. Dynamite - Seed Will Grow, album: A Little Deeper(2002)

## Kiadványok
- Like Father Like Son (1996)
- The Journey (2000)
- Many More Roads (2001)

## Filmek
- Shottas (2006)
- One Love (2005)
- Haven (2004)

## Külső hivatkozások
- Ky mani Marley képek dalszövegek filmszerepek
- Official Homepage of Ky-Mani Marley
- Ky-Mani Marley Fanpage
- Ky-Mani Marley Photos
- kymanimarley.com Archiválva 2007. szeptember 29-i dátummal a Wayback Machine-ben